# Sabor u Vienni
Sabor u Vienni je ekumenski sabor, kojeg je sazvao papa Klement V. 1311. – 1312. u Vienni (grad u jugoistočnoj Francuskoj kod Lyona). Glavna odluka sabora, bila je da se ukine red templara.
Templari su bili kršćanski vojni red osnovan 1118. godine, nakon prvog križarskog rata po uzoru na cistercite s namjerom da pomognu novom Jeruzalemskom kraljevstvu, da se odupre napadima muslimana iz okolice i pruže sigurnost velikom broju hodočasnika koji su krenuli u Jeruzalem nakon njegovog osvajanja. Razvili su prve početke bankarstva iz razdoblja križarskih ratova, a u kombinaciji s feudalnim poklonima koje su dobivali diljem Europe, postaju vrlo moćni. Kod njih se zadužuju gotovo svi kraljevi i plemstvo tog doba, a bili su i vrlo cijenjeni kao financijski savjetnici na dvorovima. Takvim aktivnostima, osim što su imali vrlo veliku moć, stekli su i brojne neprijatelje. Počinje ih se optuživati za razvrat i krivovjerstvo, i kako te optužbe postaju sve ozbiljnije, počinju i progoni templara, najžešće od strane francuskog kralja Filipa IV., koji je bio njihov veliki dužnik.
Filip IV. zatražio je od avignonskog pape Klementa V., da ukine red templara. Papa je tim povodom sazvao Sabor u Vienni. Tijekom burnih rasprava na Saboru, papa se nije mogao odlučiti da ukine red templara. Ova odluka dovela je do toga, da Filip IV. osobno s pratnjom dođe na Sabor u Vienni, 20. ožujka 1312. godine.
U travnju 1312., Klement V. pod utjecajem Filipa IV. ukida red templara. Papa je pritom naglasio, da je odluka donesena: "ne bez gorčine i tuge u srcu." Red templara bio je zatvoren neopozivo i zauvijek stupanjem na snagu papine uredbe, a svatko tko je djelovao protiv zabrane rada templara bio je pod prijetnjom izopćenja. Na Saboru se raspravljalo i o novom križarskom ratu, ali do toga nije došlo.
Imanja templara u Francuskoj konfiscira francuski kralj, dok u drugim zemljama njihova imanja po papinskoj odluci dobivaju drugi crkveni redovi, većinom ivanovci.
Neki su templari uspjeli izbjeći progonima i sklonili su se u Portugal, gdje su promijenili ime reda u Kristov red. Godine 1319., papa Ivan XXII. odobrio je Kristov red, bulom "Ad ea ex quibus", u kojoj se izričito naglašava, da je Red Krista jedini legitimni nasljednik templara. Drugi dio templara pobjegao je u Škotsku, gdje je kralj bio Robert Bruce, koji je već ranije bio ekskomuniciran, tako da nije prihvatio volju pape.